# Карпобротус
Карпобротус (лат. Carpobrotus) — род суккулентных растений семейства Аизовые (Aizoaceae), подсемейства Ruschioideae.

## Названия
Латинское (научное) название рода Carpobrotus произошло от греческих слов karpos — «фрукт» и brotos — «съедобный», указывая на сочные и съедобные плоды.
Русскоязычное название является транслитерацией латинского.

## Ботаническое описание

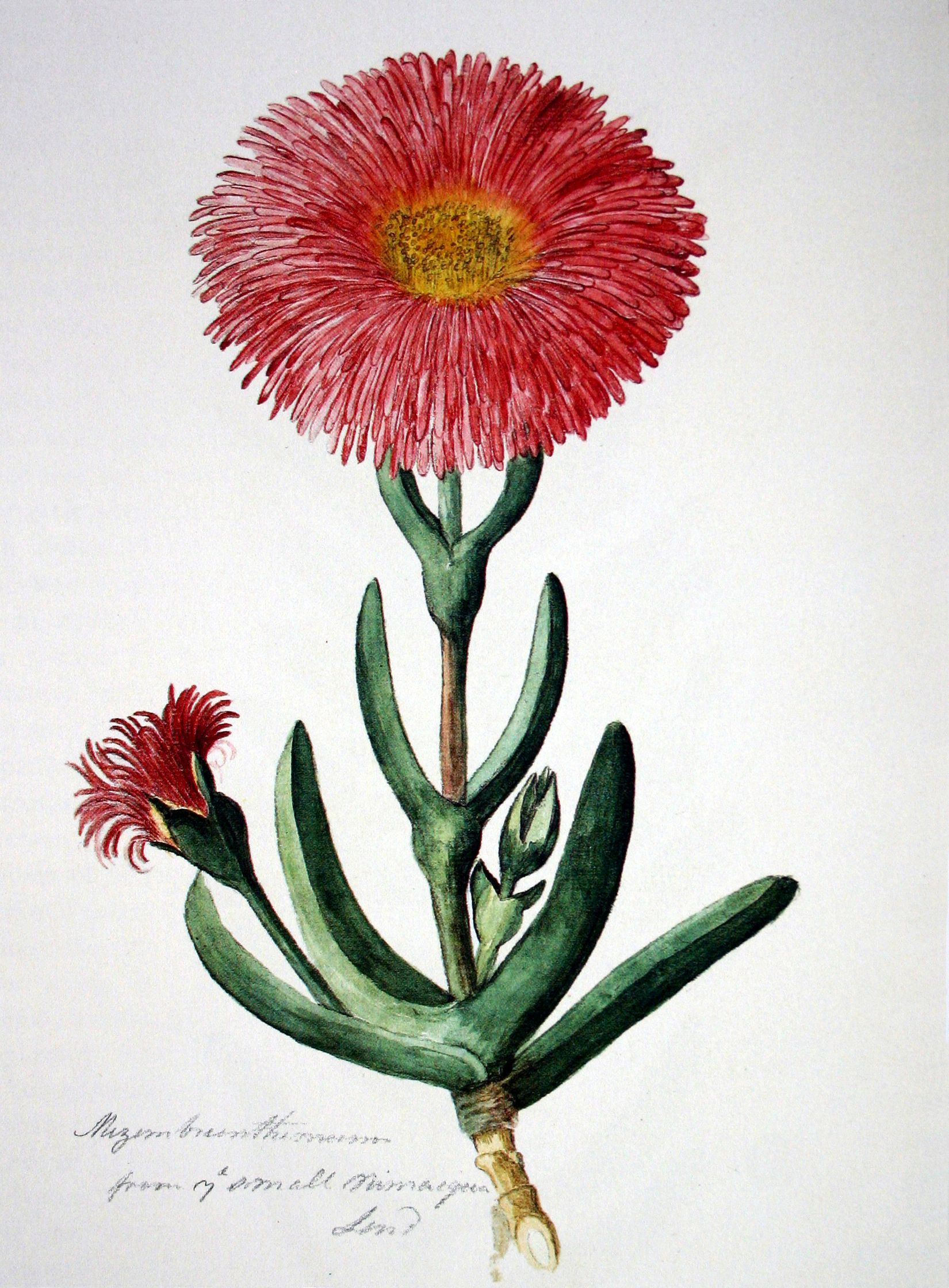
Ботаническая иллюстрация Carpobrotus quadrifidus

Представители рода — крепкие висячие многолетники, формирующие обширные коврики. Стебли окрашены от темно-бордового до желтого. Листья расположены супротивно, слегка сросшиеся у основания, имеют остро-трехгранные формы и длину до 150 мм. Они окрашены в зеленый или серо-зеленый цвет, часто с красноватым оттенком, а их края и киль характеризуются хрящевой структурой, часто с пильчатым краем.
Цветки крупные, с диаметром до 150 мм, расположены верхушечно на цветоножке; цветок открывается утром и закрывается вечером. Чашелистиков 5, равных или неравных. Лепестки свободные, окрашены в белый, желтый или различные оттенки фиолетового или розового. Тычинок много. Нектарник с зубчатым кольцом. Рыльцев 4—20, лучистые, перистые. Плоды мясисто-сочные, не раскрывающиеся, 4-20-гнездные, часто пригодные для употребления в пищу. Семена крупные, обратнояйцевидные, слегка сжатые, на длинных волосяках, покрытых липкой слизью.

## Распространение
Представители рода широко распространены в различных странах Южной Америки, включая Аргентину и Чили, а также в Южной Африке, включая Южно-Африканскую Республику и Мозамбик, а также в Австралии.

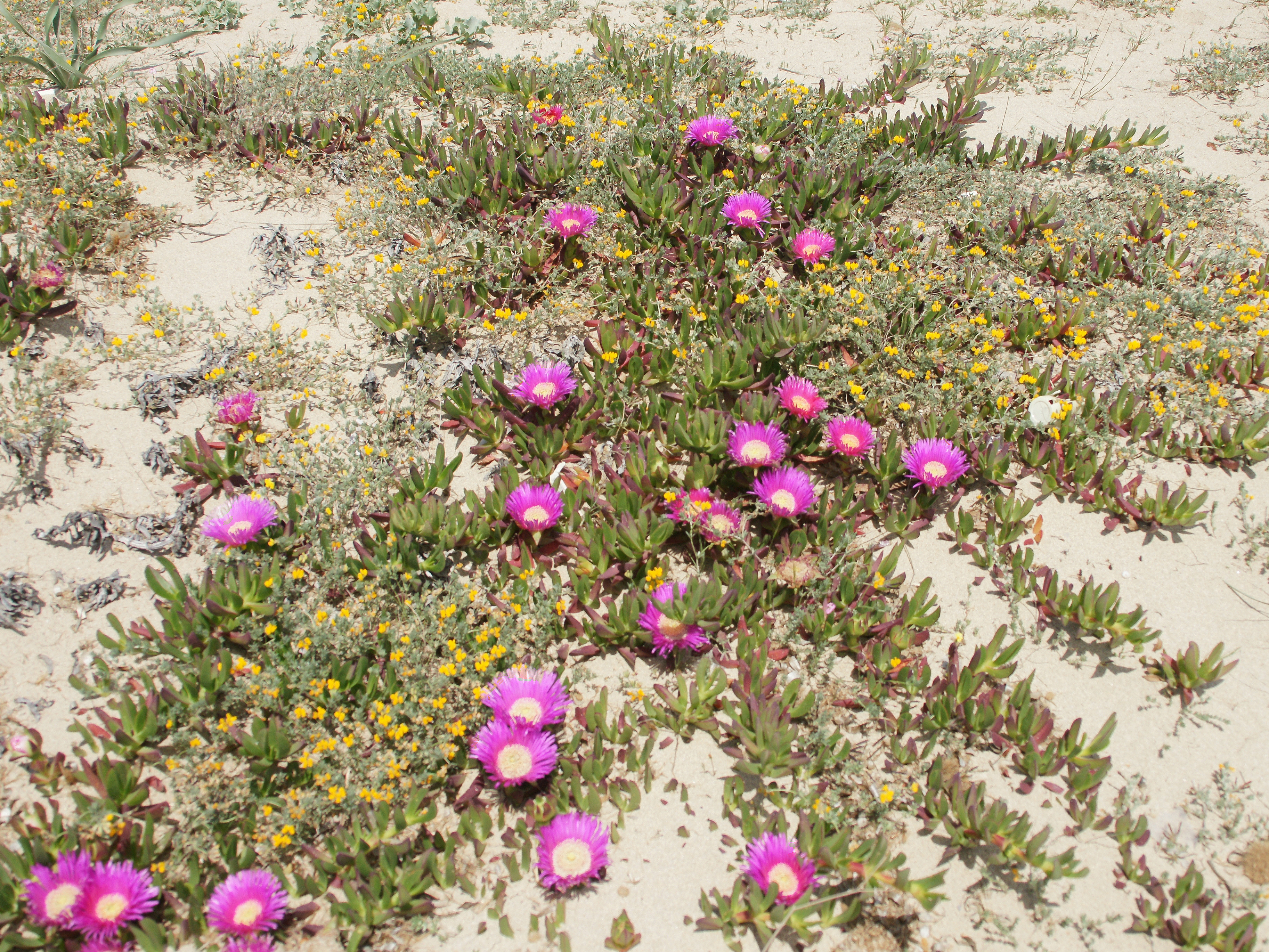
Carpobrotus acinaciformis, Сардиния, Италия

Представители рода были интродуцированы в новые территории, включая Албанию, Алжир, Северо-восток Аргентины, Азорские острова, Балеарские острова, Бермуды, Боливию, юг Бразилии, Калифорнию, Канарские острова, Кабо-Верде, Корсику, Кипр, Восточно-Эгейские острова, Эквадор, Флориду, Францию, Великобританию, Грецию, Ирландию, Италию, остров Хуан Фернандес, Крит, Ливан с Сирией, Ливию, Мадейру, северо-восток Мексики, северо-запад Мексики, Марокко, север Новой Зеландии, юг Новой Зеландии, Орегон, Палестину, остров Питкэрн, Португалию, Сицилию, острова Общества, Испанию, остров Святой Елены, Тунис, Турцию, Уругвай и бывшую Югославию.

## Таксономия
Carpobrotus N.E.Br., первое упоминание в Gard. Chron., ser. 3, 78: 433. 1925.

### Таксономическая схема
Таксономическая схема (согласно Системе APG II):
|  |                                      |  |                                   |                                   |                   |  | ещё 28 семейств, в том числе Амарантовые, Гвоздичные, Кактусовые |                                                               |                                                               |          |
|  |                                      |  |                                   |                                   |                   |  |                                                                  |                                                               |                                                               | 13 видов |
|  |                                      |  |                                   | порядок Гвоздичноцветные          |                   |  |                                                                  |                                                               | род Карпобротус                                               |          |
|  |                                      |  |                                   | порядок Гвоздичноцветные          |                   |  |                                                                  |                                                               | род Карпобротус                                               |          |
|  | отдел Цветковые, или Покрытосеменные |  |                                   |                                   | семейство Аизовые |  |                                                                  |                                                               |                                                               |          |
|  | отдел Цветковые, или Покрытосеменные |  |                                   |                                   |                   |  |                                                                  |                                                               |                                                               |          |
|  |                                      |  | ещё 44 порядка цветковых растений | ещё 44 порядка цветковых растений |                   |  |                                                                  | ещё более ста родов, в том числе Литопс, Титанопсис, Фаукария | ещё более ста родов, в том числе Литопс, Титанопсис, Фаукария |          |
|  |                                      |  |                                   | ещё 44 порядка цветковых растений |                   |  |                                                                  |                                                               | ещё более ста родов, в том числе Литопс, Титанопсис, Фаукария |          |

### Виды
Согласно данным сайта WFO Plantlist на июнь 2023 года, род состоит из 13 видов:
- Carpobrotus acinaciformis (L.) L.Bolus
- Carpobrotus aequilaterus (Haw.) N.E.Br.
- Carpobrotus chilensis (Molina) N.E.Br.
- Carpobrotus deliciosus (L.Bolus) L.Bolus
- Carpobrotus dimidiatus (Haw.) L.Bolus
- Carpobrotus edulis (L.) N.E.Br. typus — Карпобротус съедобный
- Carpobrotus glaucescens (Haw.) Schwantes
- Carpobrotus mellei (L.Bolus) L.Bolus
- Carpobrotus modestus S.T.Blake
- Carpobrotus muirii (L.Bolus) L.Bolus
- Carpobrotus quadrifidus L.Bolus
- Carpobrotus rossii (Haw.) Schwantes
- Carpobrotus virescens (Haw.) Schwantes

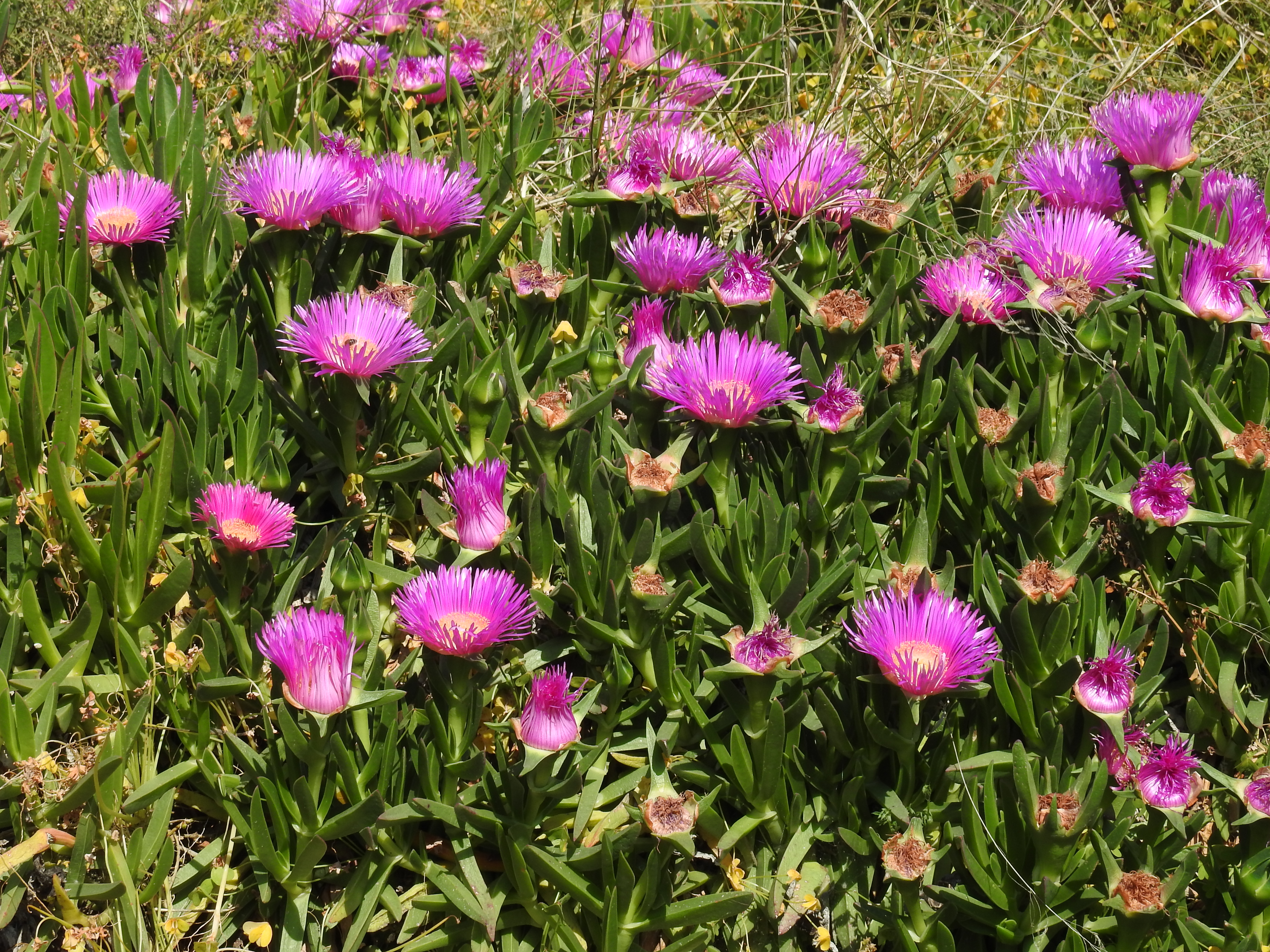
Carpobrotus acinaciformis
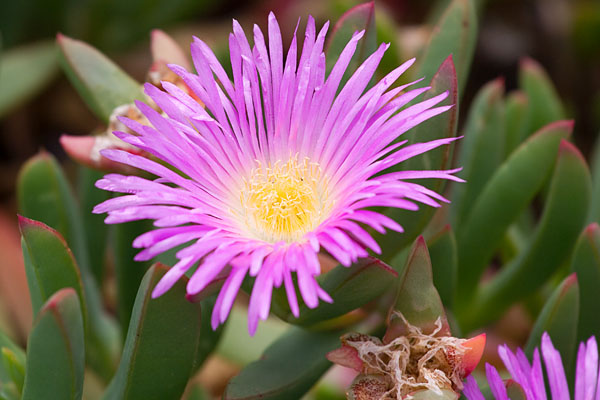
Carpobrotus aequilaterus
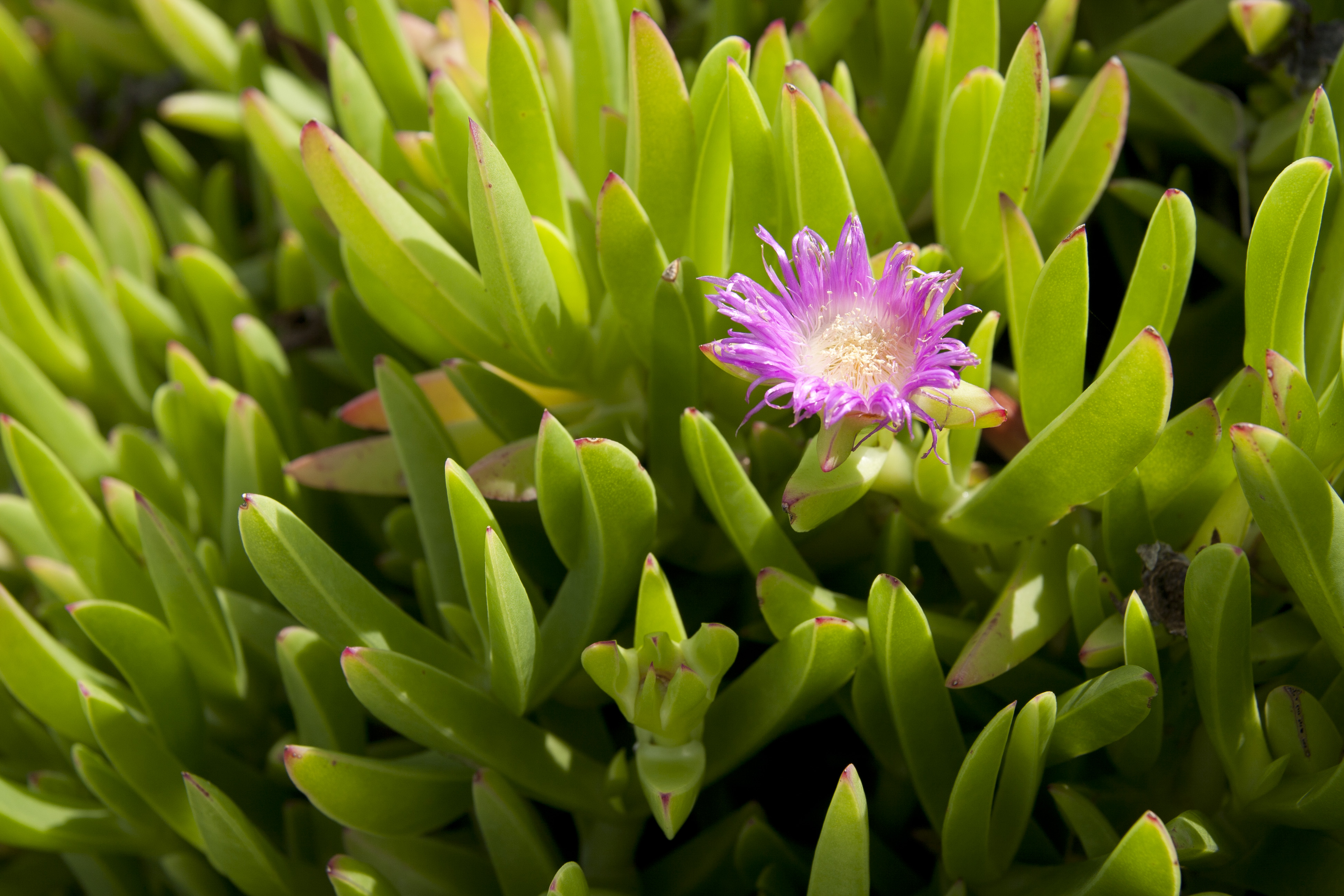
Carpobrotus chilensis
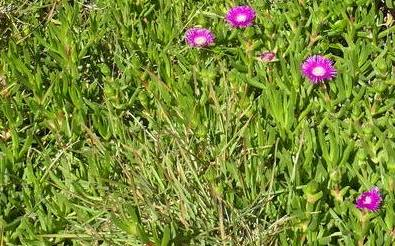
Carpobrotus deliciosus
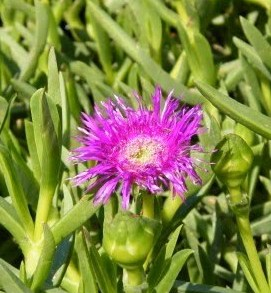
Carpobrotus dimidiatus
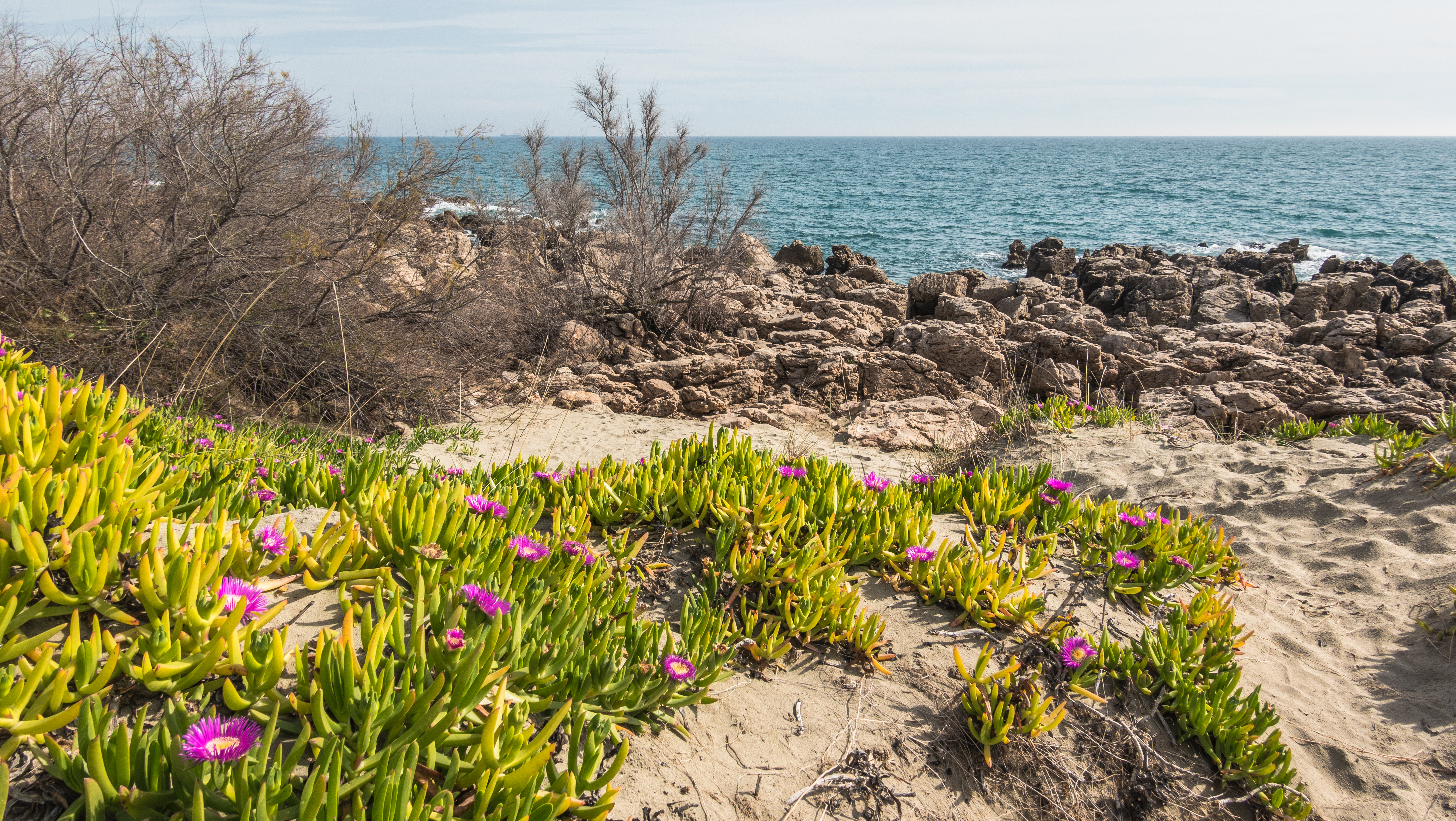
Carpobrotus edulis
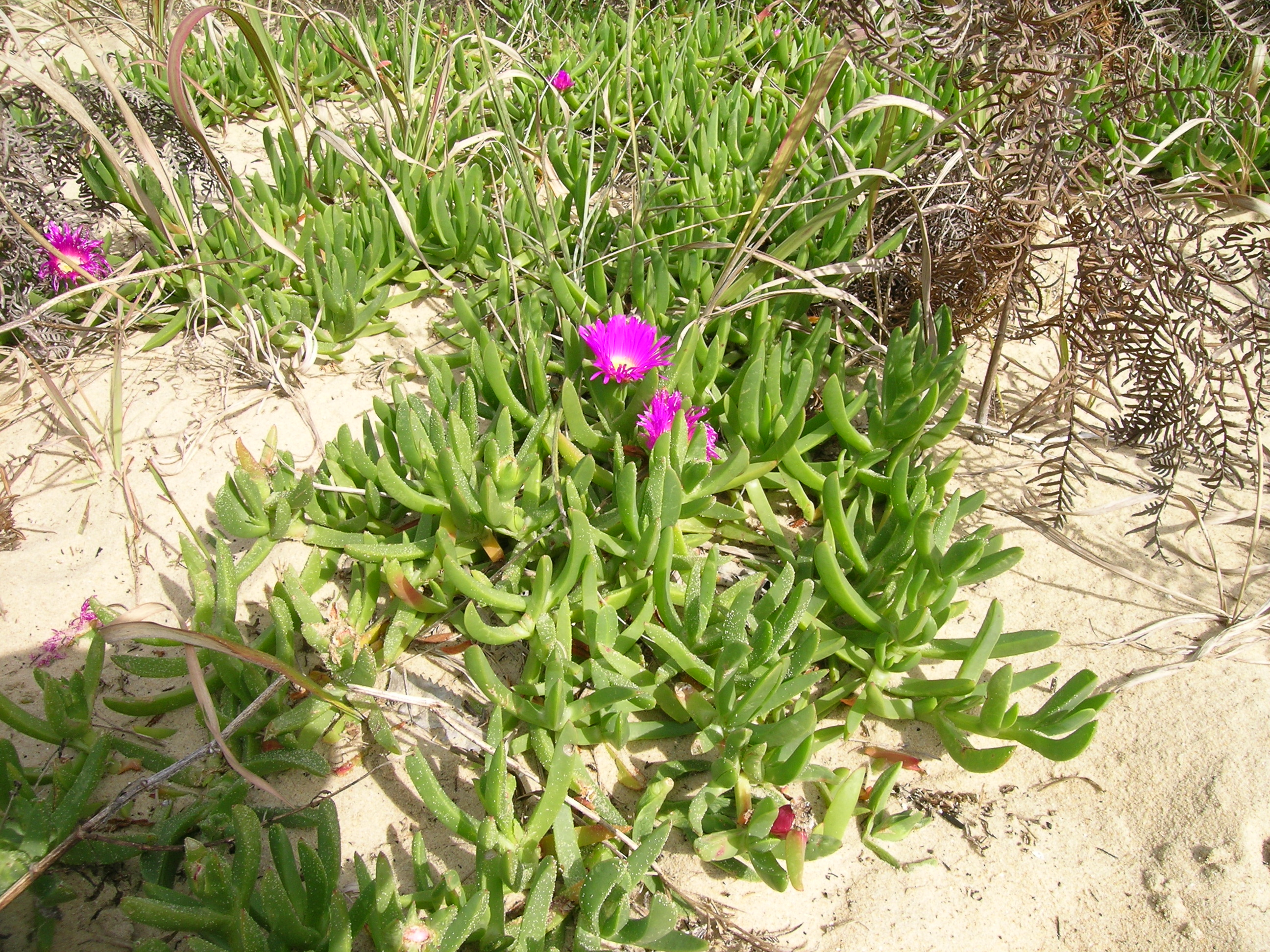
Carpobrotus glaucescens
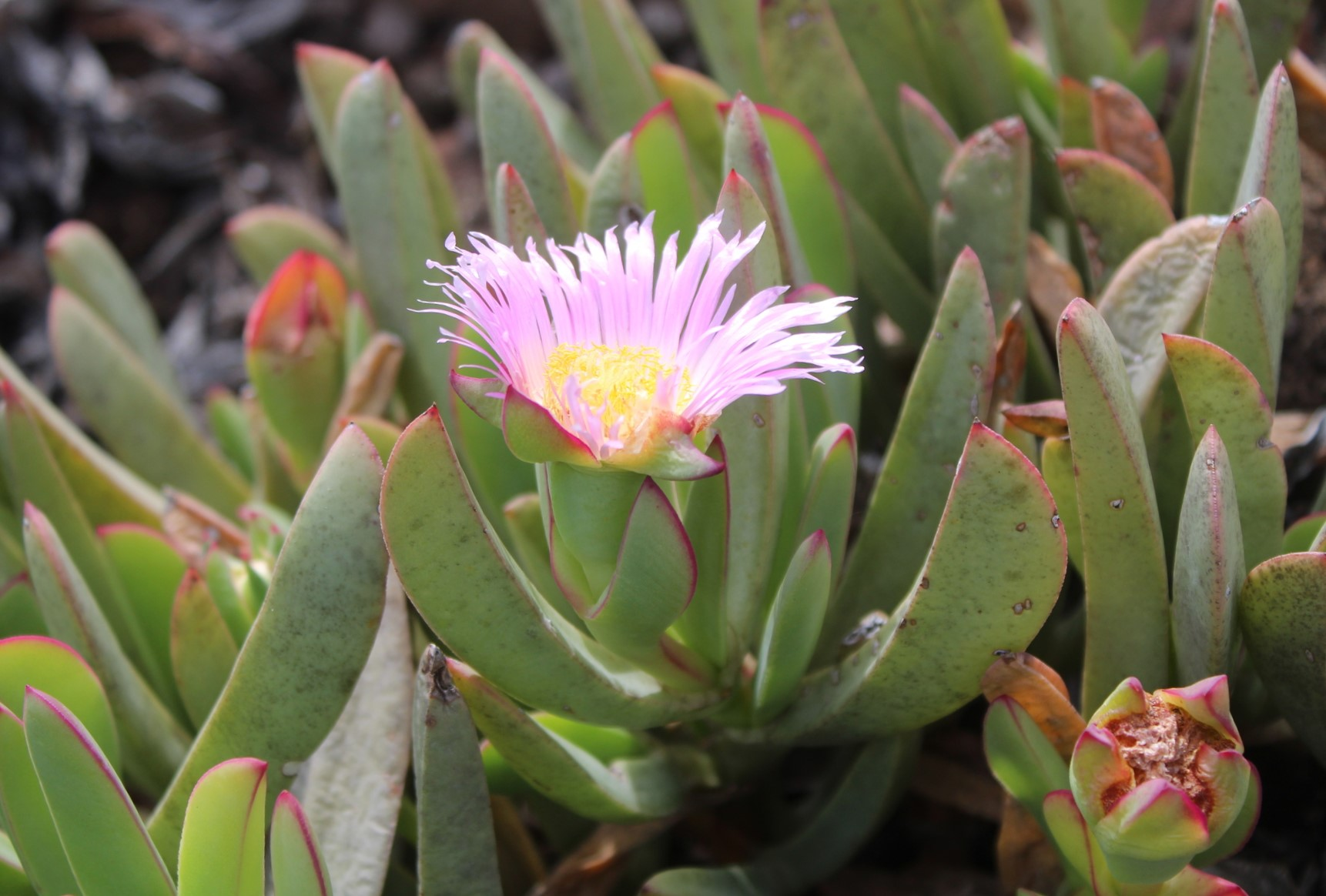
Carpobrotus mellei
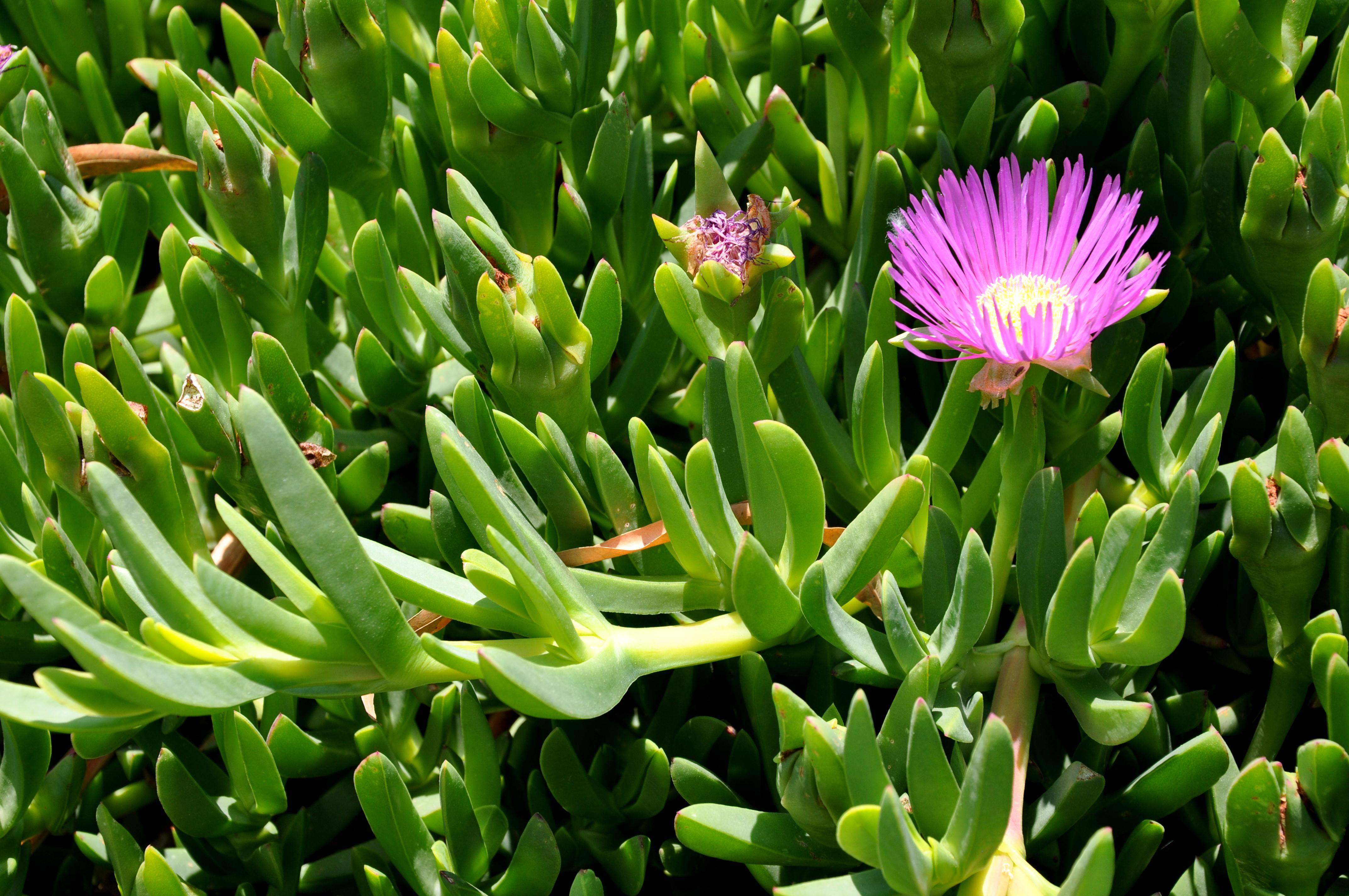
Carpobrotus modestus
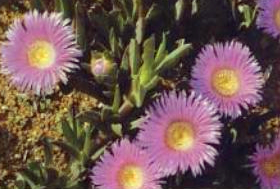
Carpobrotus muirii
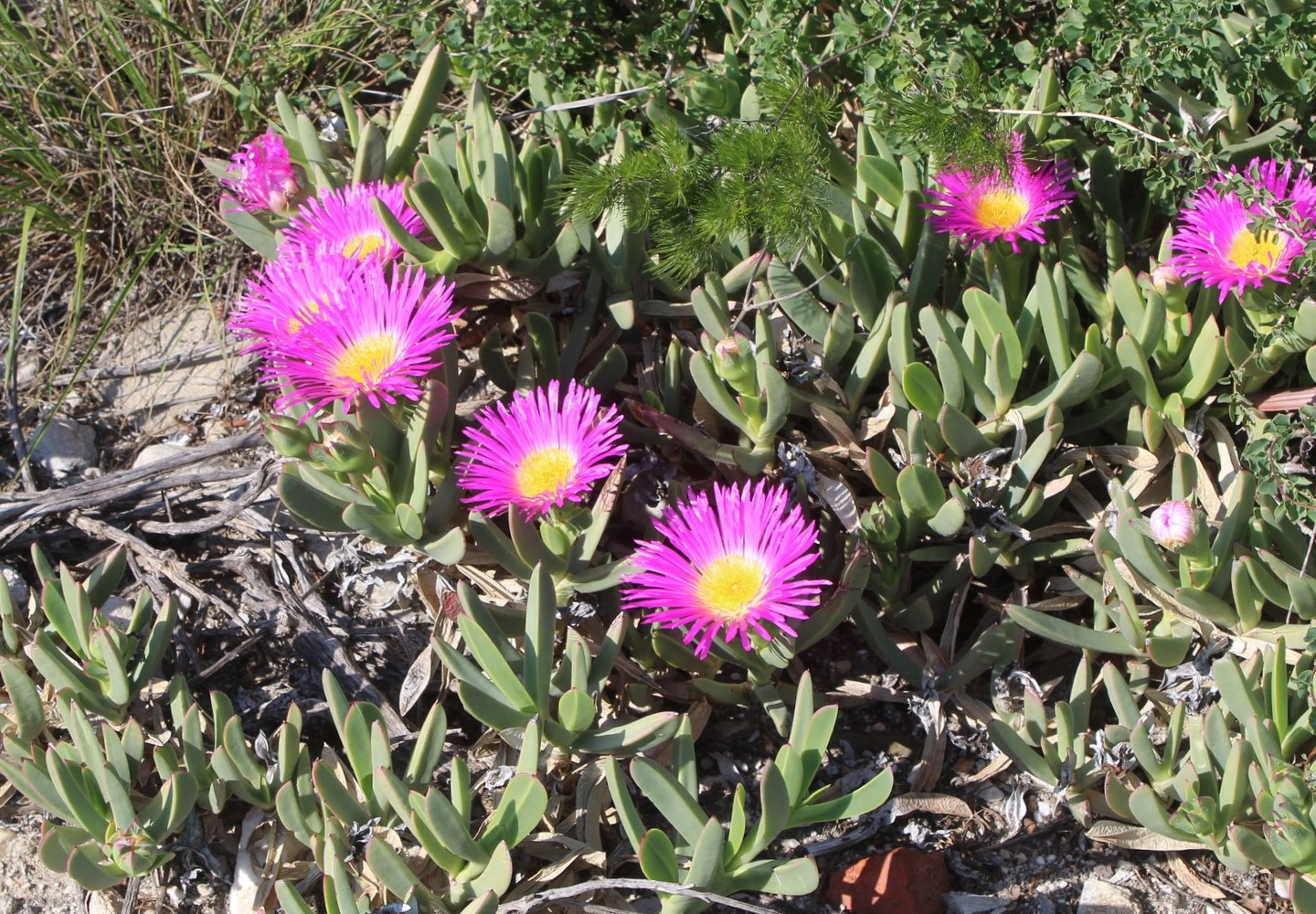
Carpobrotus quadrifidus
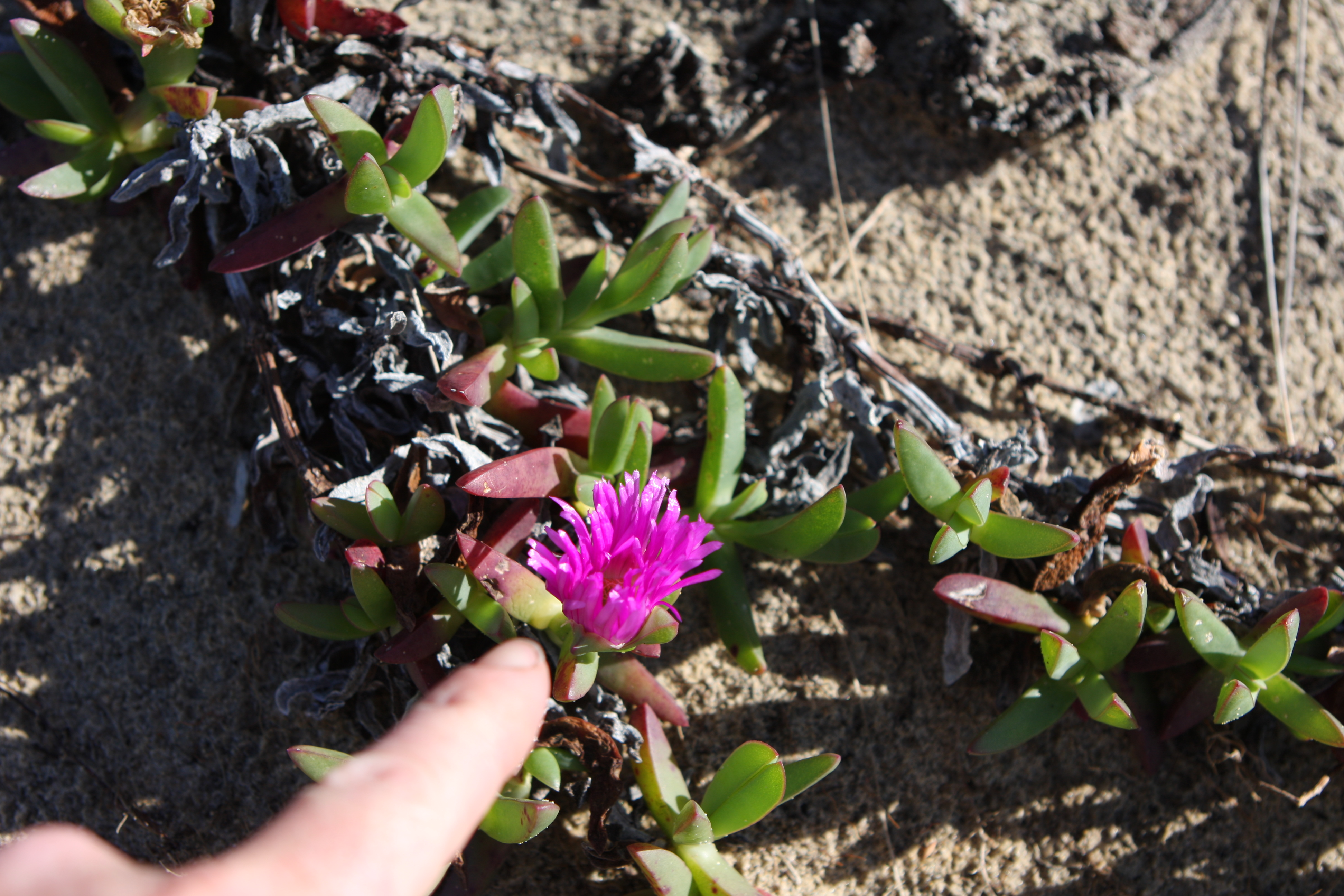
Carpobrotus rossii
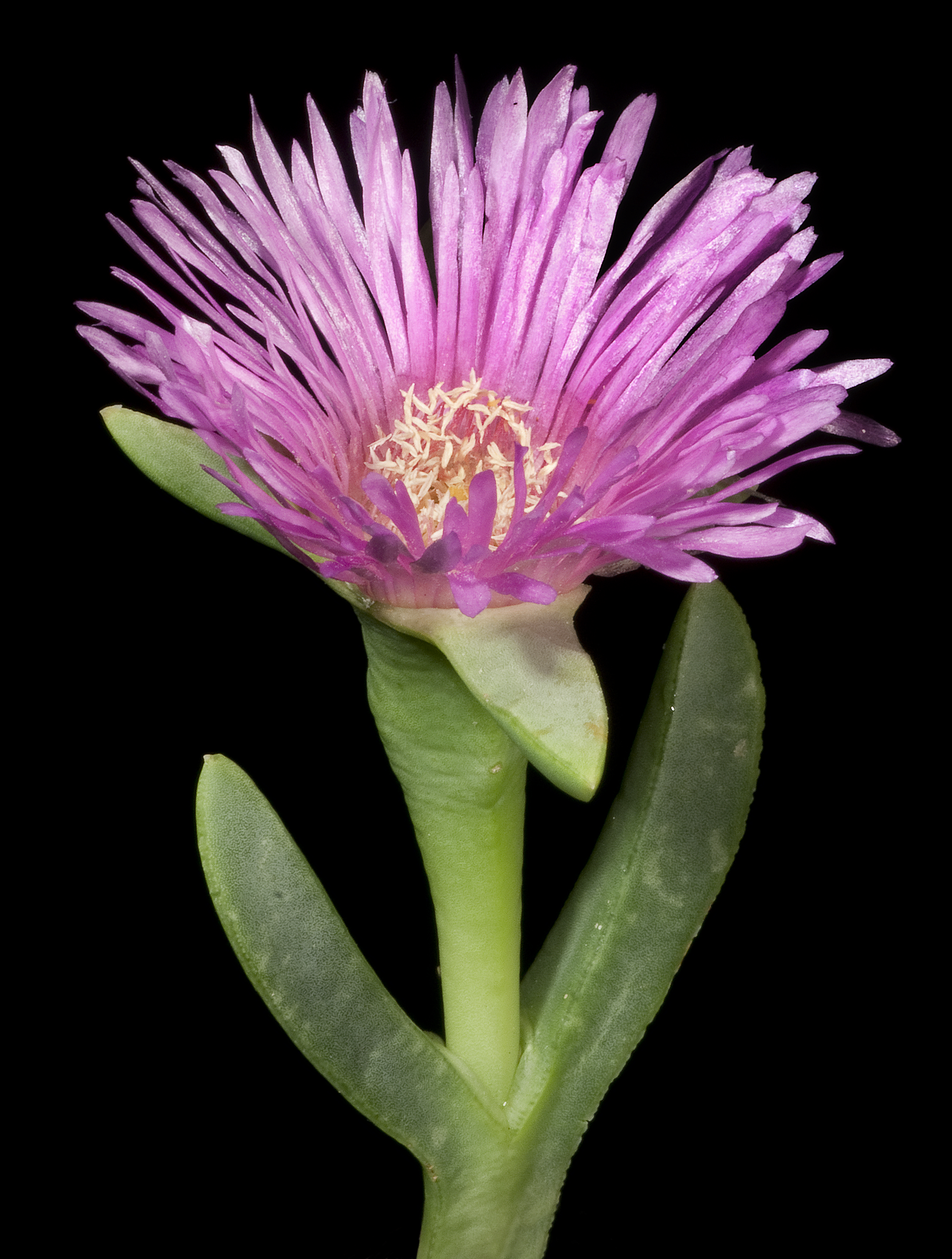
Carpobrotus virescens